# SB 14 (Lokomotivreihe)
Die Dampflokomotivreihen SB 14 I, SB 14a und SB 14b waren Lokomotiven der österreichischen Südbahn.
Die 14 I stammten ursprünglich von der Südlichen Staatsbahn (SStB), die 14a von der Graz-Köflacher Bahn und die 14b von der Kaiser Franz Joseph-Orientbahn (KFJOB).

## Die Reihe SB 14 I (SStB)
Die Südliche Staatsbahn beschaffte 1857 von der Lokomotivfabrik der StEG 6 Stück 2B-Schnellzuglokomotiven, die die Namen RAUHENSTEIN, BADEN, LIECHTENSTEIN, HIETZING, HETZENDORF und BELVEDERE bekamen. Nach Gründung der Südbahn erhielten sie die Bahnnummern 270–275 und zunächst die Reihenbezeichnung 8. Die BELVEDERE und die HETZENDORF wurden 1863 nach Italien, die RAUHENSTEIN 1864 an die Firma Hardy verkauft. Die restlichen drei Maschinen erhielten ab 1864 die neue Reihenbezeichnung 14, wurden aber bis 1865 ausgemustert.

## Die Reihe SB 14a (GKB)
1878 übernahm die Südbahn zwei Stollenlokomotiven von der GKB mit den Namen LANKOWITZ und ROSENTHAL. Die Maschinen waren 1870 von der Lokomotivfabrik von Georg Sigl in Wiener Neustadt gebaut worden. Die Südbahn gab ihnen die Reihenbezeichnung 14a und die Nummern 270 und 271. 1924 übernahmen sie die Bundesbahnen Österreichs als 14.270–271.
Die 14.271 wurde bald ausgemustert. Die 14.270 wurde im Verschubdienst eingesetzt und kam als 98.7901 1938 zur Deutschen Reichsbahn. Sie wurde erst 1952 ausgemustert.

## Die Reihe SB 14b (KFJOB)
Die KFJOB beschaffte 1858 sechs Stück B-Tenderlokomotiven als Baulokomotiven. Diese hatten weder Namen noch Nummern und kamen 1867 zur Südbahn, die ihnen die Reihennummer 14 und die Nummern 270–275 in Zweitbesetzung zuwies. Nachdem die 271 und 273 ausgeschieden worden waren, wurde 1878 die 270 auf 273 umgezeichnet. Die Loks wurden umgebaut (Reihe 14b) und als Lokalbahnlokomotiven verwendet. Sie wurden von 1884 bis 1888 ausgemustert.